# Olympische Jugend-Winterspiele 2016/Teilnehmer (Frankreich)
| Gelbes Symbol für Goldmedaillen mit stilisierten Olympischen Ringen | Graues Symbol für Silbermedaillen mit stilisierten Olympischen Ringen | Braundes Symbol für Bronzemedaillen mit stilisierten Olympischen Ringen |
| ------------------------------------------------------------------- | --------------------------------------------------------------------- | ----------------------------------------------------------------------- |
| 2                                                                   | 1                                                                     | 3                                                                       |

Frankreich nahm an den Olympischen Jugend-Winterspielen 2016 im norwegischen Lillehammer mit 32 Athleten in zwölf Sportarten teil.

## Medaillen
Mit zwei gewonnenen Gold-, einer Silber- und drei Bronzemedaillen belegte das französische Team Platz 13 im Medaillenspiegel.

## Sportarten

### Biathlon
| Athleten                                                      | Wettbewerb           | Zeit (Schießfehler) | Rang   |
| ------------------------------------------------------------- | -------------------- | ------------------- | ------ |
| Jungen                                                        |                      |                     |        |
| Émilien Claude                                                | 7,5 km Sprint        | 19:01,5 min (0)     | Gold   |
| Émilien Claude                                                | 10 km Verfolgung     | 30:29,3 min (6)     | 5      |
| Pierre Monney                                                 | 7,5 km Sprint        | 21:01,9 min (3)     | 23     |
| Pierre Monney                                                 | 10 km Verfolgung     | 33:31,0 min (8)     | 29     |
| Mädchen                                                       |                      |                     |        |
| Gilonne Guigonnat                                             | 6 km Sprint          | 19:02,6 min (3)     | 8      |
| Gilonne Guigonnat                                             | 7,5 km Verfolgung    | 27:14,0 min (7)     | 13     |
| Lou Jeanmonnot                                                | 6 km Sprint          | 18:52,6 min (1)     | 5      |
| Lou Jeanmonnot                                                | 7,5 km Verfolgung    | 25:20,5 min (2)     | Bronze |
| Gemischt                                                      |                      |                     |        |
| Lou Jeanmonnot Emilien Claude                                 | Single Mixed-Staffel | 41:50,3 min (3+8)   | 4      |
| Lou Jeanmonnot Gilonne Guigonnat Pierre Monney Emilien Claude | Mixed-Staffel        | 1:20:36,4 h (1+14)  | 4      |

### Eishockey
| Athleten        | Wettbewerb       | Qualifikation | Qualifikation | Finale             | Finale             |
| Athleten        | Wettbewerb       | Punkte        | Rang          | Punkte             | Rang               |
| --------------- | ---------------- | ------------- | ------------- | ------------------ | ------------------ |
| Jungen          |                  |               |               |                    |                    |
| Antonin Plagnat | Skills-Challenge | 9             | 11            | nicht qualifiziert | nicht qualifiziert |

### Eiskunstlauf
| Athleten                     | Wettbewerb | Kurzprogramm | Kurzprogramm | Free Skating/Dance | Free Skating/Dance | Gesamt | Gesamt |
| Athleten                     | Wettbewerb | Punkte       | Rang         | Punkte             | Rang               | Punkte | Rang   |
| ---------------------------- | ---------- | ------------ | ------------ | ------------------ | ------------------ | ------ | ------ |
| Jungen                       |            |              |              |                    |                    |        |        |
| Adam Siao Him Fa             | Einzel     | 49,19        | 8            | 101,46             | 10                 | 150,65 | 10     |
| Paar                         |            |              |              |                    |                    |        |        |
| Julia Wagret Mathieu Couyras | Eistanz    | 44,50        | 8            | 61,14              | 7                  | 105,64 | 8      |

### Freestyle-Skiing

#### Skicross
| Athleten             | Wettbewerb | Qualifikation | Qualifikation | Vorlauf | Vorlauf | Halbfinale         | Finale             |
| Athleten             | Wettbewerb | Zeit          | Rang          | Punkte  | Rang    | Position           | Position           |
| -------------------- | ---------- | ------------- | ------------- | ------- | ------- | ------------------ | ------------------ |
| Jungen               |            |               |               |         |         |                    |                    |
| Matteo Lucatelli     | Skicross   | 44,65 s       | 10            | 14      | 7       | 2                  | 4                  |
| Mädchen              |            |               |               |         |         |                    |                    |
| Margot Tresal Mauroz | Skicross   | 48,00 s       | 12            | 7       | 13      | nicht qualifiziert | nicht qualifiziert |

#### Slopestyle
| Athleten            | Wettbewerb | Finale       | Finale       | Finale           | Finale |
| Athleten            | Wettbewerb | Durchgang 1  | Durchgang 2  | Bester Durchgang | Rang   |
| ------------------- | ---------- | ------------ | ------------ | ---------------- | ------ |
| Jungen              |            |              |              |                  |        |
| Théo Collomb Patton | Slopestyle | 45,80 Punkte | 73,20 Punkte | 73,20 Punkte     | 9      |
| Mädchen             |            |              |              |                  |        |
| Lou Barin           | Slopestyle | 66,00 Punkte | 72,80 Punkte | 72,80 Punkte     | Silber |

### Nordische Kombination
| Athleten         | Wettbewerb                    | Skispringen | Skispringen | Skispringen | Skispringen   | Langlauf    | Langlauf |
| Athleten         | Wettbewerb                    | Weite       | Punkte      | Rang        | Zeitrückstand | Zeit        | Rang     |
| ---------------- | ----------------------------- | ----------- | ----------- | ----------- | ------------- | ----------- | -------- |
| Jungen           |                               |             |             |             |               |             |          |
| Lilian Vaxelaire | Normalschanze / 5 km Langlauf | 95,0 m      | 120,7       | 4           | 0:44 min      | 14:41,3 min | 10       |

| Athleten                                                                      | Wettbewerb                             | Skispringen | Skispringen | Skispringen   | Langlauf    | Langlauf |
| Athleten                                                                      | Wettbewerb                             | Punkte      | Rang        | Zeitrückstand | Zeit        | Rang     |
| ----------------------------------------------------------------------------- | -------------------------------------- | ----------- | ----------- | ------------- | ----------- | -------- |
| Gemischt                                                                      |                                        |             |             |               |             |          |
| Romane Dieu Lilian Vaxelaire Jonathan Learoyd Juliette Ducardeau Jeremy Royer | Team Skispringen/Nordische Kombination | 330,8       | 7           | 1:00 min      | 27:48,1 min | 6        |

### Rennrodeln
| Athleten      | Wettbewerb | Durchgang 1 | Durchgang 1 | Durchgang 2 | Durchgang 2 | Gesamt       | Gesamt |
| Athleten      | Wettbewerb | Zeit        | Rang        | Zeit        | Rang        | Zeit         | Rang   |
| ------------- | ---------- | ----------- | ----------- | ----------- | ----------- | ------------ | ------ |
| Jungen        |            |             |             |             |             |              |        |
| Adrien Maître | Einsitzer  | 49,826 s    | 17          | 49,096 s    | 15          | 1:38,922 min | 16     |
| Mädchen       |            |             |             |             |             |              |        |
| Margot Boch   | Einsitzer  | 57,674 s    | 20          | 53,913 s    | 14          | 1:51,587 min | 17     |

### Shorttrack
| Athleten       | Wettbewerb | Viertelfinale | Viertelfinale | Halbfinale | Halbfinale | Finale             | Finale             |                    |                    |
| Athleten       | Wettbewerb | Zeit          | Rang          | Zeit       | Rang       | Zeit               | Rang               |                    |                    |
| -------------- | ---------- | ------------- | ------------- | ---------- | ---------- | ------------------ | ------------------ | ------------------ | ------------------ |
| Jungen         |            |               |               |            |            |                    |                    |                    |                    |
| Quentin Fercoq | 500 m      | 42,404 s      | 2             | 42,997 s   | 4          | 43,032 s           | 6                  |                    |                    |
| Quentin Fercoq | 1000 m     | 1:29,474 min  | 1             | PEN        | PEN        | nicht qualifiziert | nicht qualifiziert | nicht qualifiziert | nicht qualifiziert |

### Skeleton
| Athleten       | Durchgang 1 | Durchgang 1 | Durchgang 2 | Durchgang 2 | Gesamt      | Gesamt |
| Athleten       | Zeit        | Rang        | Zeit        | Rang        | Zeit        | Rang   |
| -------------- | ----------- | ----------- | ----------- | ----------- | ----------- | ------ |
| Mädchen        |             |             |             |             |             |        |
| Agathe Bessard | 56,24 s     | 4           | 56,21 s     | 4           | 1:52,45 min | Bronze |

### Ski Alpin
| Jungen          |              |             |     |                    |                    |                    |                    |
| Léo Anguenot    | Super-G      |             |     |                    |                    | 1:12,67 min        | 18                 |
| Léo Anguenot    | Riesenslalom | 1:19,73 min | 11  | nicht qualifiziert | nicht qualifiziert | nicht qualifiziert | nicht qualifiziert |
| Léo Anguenot    | Slalom       | 51,67 min   | 16  | 51,58 s            | 17                 | 1:43,25 min        | 15                 |
| Léo Anguenot    | Kombination  | 1:14,07 min | 24  | nicht qualifiziert | nicht qualifiziert | nicht qualifiziert | nicht qualifiziert |
| Ken Caillot     | Super-G      |             |     |                    |                    | 1:12,03 min        | 11                 |
| Ken Caillot     | Riesenslalom | 1:22,02 min | 25  | 1:20,97 min        | 22                 | 2:42,99 min        | 20                 |
| Ken Caillot     | Slalom       | 51,71 s     | 17  | 50,96 s            | 13                 | 1:42,67 min        | 12                 |
| Ken Caillot     | Kombination  | 1:13,26 min | 13  | 41,71 s            | 6                  | 1:54,97 min        | 9                  |
| Mädchen         |              |             |     |                    |                    |                    |                    |
| Camille Cerutti | Super-G      |             |     |                    |                    | DNF                | DNF                |
| Camille Cerutti | Riesenslalom | 1:25,14 min | 24  | 1:19,00 min        | 16                 | 2:44,14 min        | 19                 |
| Camille Cerutti | Slalom       | DNF         | DNF | nicht qualifiziert | nicht qualifiziert | nicht qualifiziert | nicht qualifiziert |
| Camille Cerutti | Kombination  | 1:15,25 min | 9   | 44,87 s            | 11                 | 2:00,12 min        | 6                  |
| Kenza Lacheb    | Super-G      |             |     |                    |                    | 1:14,73 min        | 12                 |
| Kenza Lacheb    | Riesenslalom | 1:23,87 min | 20  | 1:19,56 min        | 18                 | 2:43,43 min        | 17                 |
| Kenza Lacheb    | Slalom       | 56,90 s     | 10  | 52,59 s            | 12                 | 1:49,49 min        | 11                 |
| Kenza Lacheb    | Kombination  | 1:14,40 min | 5   | DNF                | DNF                | DNF                | DNF                |

| Athleten                   | Wettbewerb     | Achtelfinale   | Viertelfinale      | Halbfinale         | Finale             | Finale             |
| Athleten                   | Wettbewerb     | Ergebnis       | Ergebnis           | Ergebnis           | Ergebnis           | Rang               |
| -------------------------- | -------------- | -------------- | ------------------ | ------------------ | ------------------ | ------------------ |
| Gemischt                   |                |                |                    |                    |                    |                    |
| Kenza Lacheb Léo Anguenot. | Teamwettbewerb | Finnland 1 – 3 | nicht qualifiziert | nicht qualifiziert | nicht qualifiziert | nicht qualifiziert |

### Skilanglauf
| Athleten              | Wettbewerb       | Qualifikation | Qualifikation | Viertelfinale | Viertelfinale | Halbfinale         | Halbfinale         | Finale             | Finale             |
| Athleten              | Wettbewerb       | Zeit          | Rang          | Zeit          | Rang          | Zeit               | Rang               | Zeit               | Rang               |
| --------------------- | ---------------- | ------------- | ------------- | ------------- | ------------- | ------------------ | ------------------ | ------------------ | ------------------ |
| Jungen                |                  |               |               |               |               |                    |                    |                    |                    |
| Camille Laude         | Cross            | 3:04,33 min   | 2             |               |               | 3:05,84 min        | 1                  | 3:06,97 min        | 6                  |
| Camille Laude         | Sprint klassisch | 2:58,50 min   | 5             | 2:59,04 min   | 2             | 2:57,85 min        | 3                  | 2:59,87 min        | 4                  |
| Camille Laude         | 10 km Freistil   |               |               |               |               |                    |                    | 25:58,9 min        | 23                 |
| Jeremy Royer          | Cross            | 3:15,52 min   | 16            |               |               | 3:12,25 min        | 6                  | nicht qualifiziert | nicht qualifiziert |
| Jeremy Royer          | Sprint klassisch | 3:12,51 min   | 26            | 3:29,62 min   | 6             | nicht qualifiziert | nicht qualifiziert | nicht qualifiziert | nicht qualifiziert |
| Jeremy Royer          | 10 km Freistil   |               |               |               |               |                    |                    | 25:32,2 min        | 13                 |
| Mädchen               |                  |               |               |               |               |                    |                    |                    |                    |
| Laura Chamiot Maitral | Cross            | 3:33,69 min   | 3             |               |               | 3:36,21 min        | 1                  | 3:29,56 min        | Bronze             |
| Laura Chamiot Maitral | Sprint klassisch | 3:35,51 min   | 7             | 3:31,43 min   | 2             | 3:25,56 min        | 3                  | 3:28,39 min        | 5                  |
| Laura Chamiot Maitral | 5 km Freistil    |               |               |               |               |                    |                    | 13:40,0 min        | 5                  |
| Juliette Ducordeau    | Cross            | 3:40,31 min   | 7             |               |               | 3:39,93 min        | 4                  | nicht qualifiziert | nicht qualifiziert |
| Juliette Ducordeau    | Sprint klassisch | 3:40,36 min   | 18            | 3:36,48 min   | 4             | nicht qualifiziert | nicht qualifiziert | nicht qualifiziert | nicht qualifiziert |
| Juliette Ducordeau    | 5 km Freistil    |               |               |               |               |                    |                    | 13:50,4 min        | 8                  |

### Skispringen
| Athleten         | Wettbewerb    | Erste Runde | Erste Runde | Erste Runde | Finale | Finale | Finale | Gesamt | Gesamt |
| Athleten         | Wettbewerb    | Weite       | Punkte      | Rang        | Weite  | Punkte | Rang   | Punkte | Rang   |
| ---------------- | ------------- | ----------- | ----------- | ----------- | ------ | ------ | ------ | ------ | ------ |
| Jungen           |               |             |             |             |        |        |        |        |        |
| Jonathan Learoyd | Normalschanze | 96,5 m      | 117,5       | 7           | 92,0 m | 114,3  | 3      | 231,8  | 5      |
| Mädchen          |               |             |             |             |        |        |        |        |        |
| Romane Dieu      | Normalschanze | 83,5 m      | 88,5        | 10          | 83,5 m | 88,9   | 8      | 177,4  | 8      |

| Athleten                                      | Wettbewerb               | Erste Runde | Erste Runde | Finale | Finale | Gesamt | Gesamt |
| Athleten                                      | Wettbewerb               | Punkte      | Rang        | Punkte | Rang   | Punkte | Rang   |
| --------------------------------------------- | ------------------------ | ----------- | ----------- | ------ | ------ | ------ | ------ |
| Gemischt                                      |                          |             |             |        |        |        |        |
| Romane Dieu Lilian Vaxelaire Jonathan Learoyd | Mixed-Team Normalschanze | 318,6       | 5           | 304,8  | 5      | 623,4  | 5      |

### Snowboard

#### Halfpipe
| Athleten         | Wettbewerb | Finale       | Finale       | Finale       | Finale           | Finale |
| Athleten         | Wettbewerb | Durchgang 1  | Durchgang 2  | Durchgang 3  | Bester Durchgang | Rang   |
| ---------------- | ---------- | ------------ | ------------ | ------------ | ---------------- | ------ |
| Jungen           |            |              |              |              |                  |        |
| Thalie Larochaix | Halfpipe   | 45,25 Punkte | 45,25 Punkte | 44,75 Punkte | 45,25 Punkte     | 11     |

#### Snowboardcross
| Athleten      | Wettbewerb     | Qualifikation | Qualifikation | Vorlauf | Vorlauf | Halbfinale | Finale   |
| Athleten      | Wettbewerb     | Zeit          | Rang          | Punkte  | Rang    | Position   | Position |
| ------------- | -------------- | ------------- | ------------- | ------- | ------- | ---------- | -------- |
| Jungen        |                |               |               |         |         |            |          |
| Merlin Surget | Snowboardcross | 49,23 s       | 6             | 13      | 7       | 4          | 8        |
| Mädchen       |                |               |               |         |         |            |          |
| Manon Petit   | Snowboardcross | 49,26 s       | 1             | 20      | 1       | 1          | Gold     |

#### Slopestyle
| Athleten         | Wettbewerb | Finale       | Finale       | Finale           | Finale |
| Athleten         | Wettbewerb | Durchgang 1  | Durchgang 2  | Bester Durchgang | Rang   |
| ---------------- | ---------- | ------------ | ------------ | ---------------- | ------ |
| Jungen           |            |              |              |                  |        |
| Enzo Valax       | Slopestyle | 31,75 Punkte | 57,25 Punkte | 57,25 Punkte     | 12     |
| Thalie Larochaix | Slopestyle | 57,75 Punkte | 65,50 Punkte | 65,50 Punkte     | 7      |
| Mädchen          |            |              |              |                  |        |
| Chloé Sillieres  | Slopestyle | 41,00 Punkte | 79,00 Punkte | 79,00 Punkte     | 4      |